# Viktor Polatschek
Viktor Polatschek (* 29. Januar 1889 in Chotzen, Böhmen [heute Choceň, Tschechische Republik]; † 27. Juli 1948 in Lenox, Massachusetts/USA) war ein österreichischer Klarinettist und Klarinettenpädagoge. Er wirkte als Soloklarinettist an der Wiener Staatsoper/bei den Wiener Philharmonikern und beim Boston Symphony Orchestra.

## Leben

### Wien
Polatschek begann 1903 am Konservatorium der Gesellschaft der Musikfreunde (heute Universität für Musik und darstellende Kunst Wien) ein Klarinettenstudium bei dem damaligen Soloklarinettisten der Wiener Philharmoniker, Franz Bartolomey, der als Begründer der Wiener Klarinettenschule gilt. 1907 schloss er dieses mit Auszeichnung ab und studierte 1909/10 an derselben Einrichtung Harmonielehre bei Hermann Graedener. Nach erfolgreichem Probespiel wurde Polatschek 1913 erster Klarinettist der Wiener Staatsoper/Wiener Philharmoniker. Sein Engagement wurde durch den Ersten Weltkrieg unterbrochen, da er in die Streitkräfte von Österreich-Ungarn eingezogen wurde. Nach dem Krieg erhielt Polatschek zunächst eine befristete Lehrverpflichtung an der mittlerweile in „Akademie“ umbenannten Musikhochschule, am 1. September 1921 wurde er ebenda offiziell als Professor für Klarinette angestellt. Zu seinen bedeutendsten Schülern zählen Rudolf Jettel, Leopold Wlach und Alfred Boskovsky. Im selben Jahr heiratete er Friederike Löffler. Zudem unterrichtete Polatschek am Mödlinger Realgymnasium, wo Friedrich Wildgans sein Schüler wurde. 1924 wirkte er mit seinem Studenten Leopold Wlach, dieser an der Bassklarinette, bei der Uraufführung von Anton Weberns Sechs Lieder nach Gedichten von Georg Trakl mit.

### Boston
Auf Bitte des Dirigenten Sergei Koussevitzky übernahm Polatschek 1930 die Soloklarinettenstelle beim Boston Symphony Orchestra und kündigte für dieses Engagement, vermutlich nach Bestehen der Probezeit, 1932 seine Anstellung bei den Wiener Philharmonikern sowie die Professur an der Akademie für Musik und darstellende Kunst Wien. Bis zu seinem Tod 1948 sollte er diesem Orchester angehören. Nachdem Österreich durch den Zweiten Weltkrieg zu großen Teilen zerstört worden war, war er Mitgliedern seiner Familie behilflich, in die Vereinigten Staaten zu emigrieren. Polatschek unterrichtete Klarinette sowohl am Berkshire Music Centre, wo er David Glazer zu seinen Schülern zählte, als auch beim Tanglewood Sommer Festival. Der ehemalige Professor für Klarinette an der Indiana University, Henry Gulick, lernte den Österreicher als Student beim Tanglewood Festival kennen und meinte über ihn:

“I knew him for two six-week sessions of Tanglewood, 1942 and 1946. He did not play the Boehm system as I recall, and used a reed I had never heard of. He had a small, straight Sound and tended to get covered up in the orchestra. He did not like vibrato or too much rubato. An impeccable musician… had great taste. Not a happy man – rarely smiled. But being Viennese Jewish in a French Orchestra? Very courtly and refined personality.”

„Ich kannte ihn von zwei sechs-Wochen-dauernden Kursen in Tanglewood, 1942 und 1946. Er spielte so wie ich mich erinnere kein Böhmsystem und eine Blättermarke, von der ich noch nie gehört hatte. Er hatte einen kleinen, kompakten Klang, der im Orchester tendierte, zugedeckt zu werden. Er mochte kein Vibrato oder zu viel Rubato. Ein makelloser Musiker … mit hervorragendem Stilempfinden. Kein glücklicher Mensch – er lächelte kaum. Aber als Wiener Jude in einem französischen Orchester? Eine sehr vornehme und kultivierte Persönlichkeit.“

Am 27. Juli 1948 verstarb der Klarinettist an einem Herzleiden, nur wenige Stunden bevor er an einer Serie von Bach-Mozart-Konzerten des Tanglewood Festivals mitwirken sollte.

## Werke
Polatschek schrieb drei Unterrichtswerke für Klarinette, die heute noch in Gebrauch sind. Diese sind die 24 Clarinet Studies for beginners, die 12 Etudes for Clarinet und die Advanced Studies for the Clarinet.

## Aufnahmen
Obwohl Polatschek ein führender Klarinettist seiner Zeit war und auch als Solist mit dem Boston Symphony Orchestra in Erscheinung trat, existieren keine solistischen Aufnahmen von ihm. Die einzige kammermusikalische Einspielung, an der er mitwirkte, war Strawinskys Histoire du Soldat, welche unter Leitung von Leonard Bernstein im Sommer 1947 in Tanglewood aufgezeichnet wurde. Im Rahmen seiner Tätigkeit als Orchestermusiker beim Boston Symphony Orchestra entstanden mehrere Aufnahmen mit Polatschek auf der ersten Klarinette, so zum Beispiel Tschaikowskys 5. Symphonie in e-Moll, Debussys Prélude à l’après-midi d’un faune (beide 1944) und Strauss’ Don Juan (1946), alle unter der Leitung des Chefdirigenten Koussevitzky.